# 5774 (année hébraïque)
5774 (hébreu : ה'תשע"ד , abbr. : תשע"ד) est une année hébraïque qui a commencé à la veille au soir du 5 septembre 2013 et s'est finie le 24 septembre 2014. Cette année a compté 385 jours. Ce fut une année embolismique dans le cycle métonique, avec deux mois de Adar - Adar I et Adar II. Ce fut la sixième année depuis la dernière année de chemitta.
En l'an 5774, l'État d'Israël a fêté ses 66 ans d'indépendance.

## Calendrier
Ce calendrier hébraïque de l'année 5774 donne les correspondances avec les dates du calendrier grégorien.
Le premier nombre dans chaque case correspond au jour du mois hébraïque. Les jours en couleurs sont des jours remarquables juifs ou israéliens.
| ◄◄ | 5774 | ►► |

## Événements
- Séisme de 2013 à Bohol
- Typhon Haiyan
- Meurtre de trois adolescents israéliens en juin 2014
- Guerre de Gaza de 2014

## Décès
- Ovadia Yosef
- Paul Reichmann
- Arik Einstein
- Ariel Sharon
- Gil-Ad Shaer, Naftali Fraenkel et Eyal Yifrach

5769 - 5770 - 5771 - 5772 - 5773 - 5774 - 5775 - 5776 - 5777 - 5778 - 5779